# Гута-Лесовская
Гута-Лесовская (укр. Гута-Лісівська) — село в Маневичской поселковой общине Камень-Каширского района Волынской области Украины.
До 2020 года входило в Маневичский район.
Код КОАТУУ — 0723684002. Население по переписи 2001 года составляет 356 человек. Почтовый индекс — 44635. Телефонный код — 3376. Занимает площадь 2,131 км².